# Libellula incesta
Libellula incesta är en trollsländeart som beskrevs av Hagen 1861. Libellula incesta ingår i släktet Libellula och familjen segeltrollsländor. Inga underarter finns listade i Catalogue of Life.

## Bildgalleri

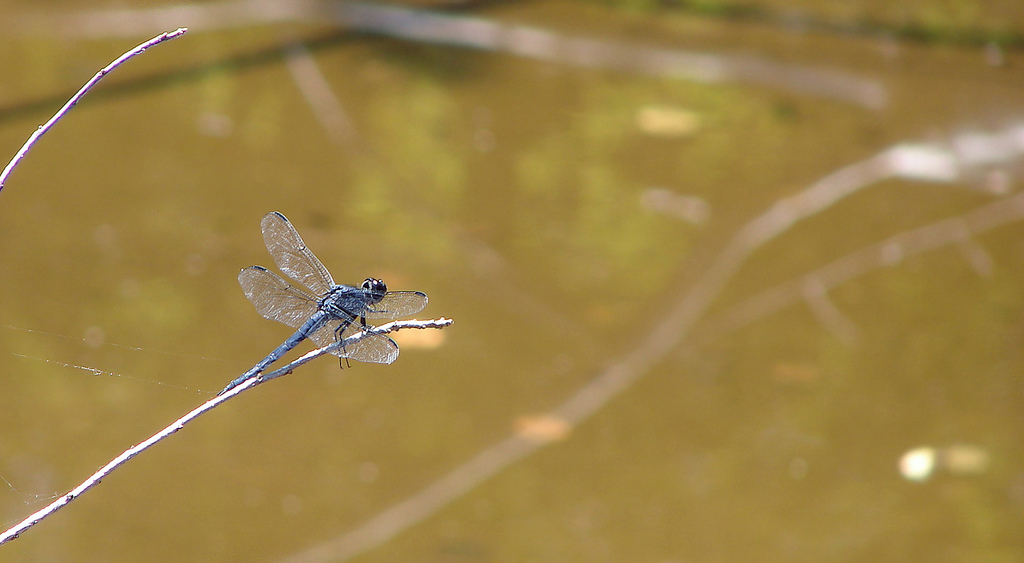
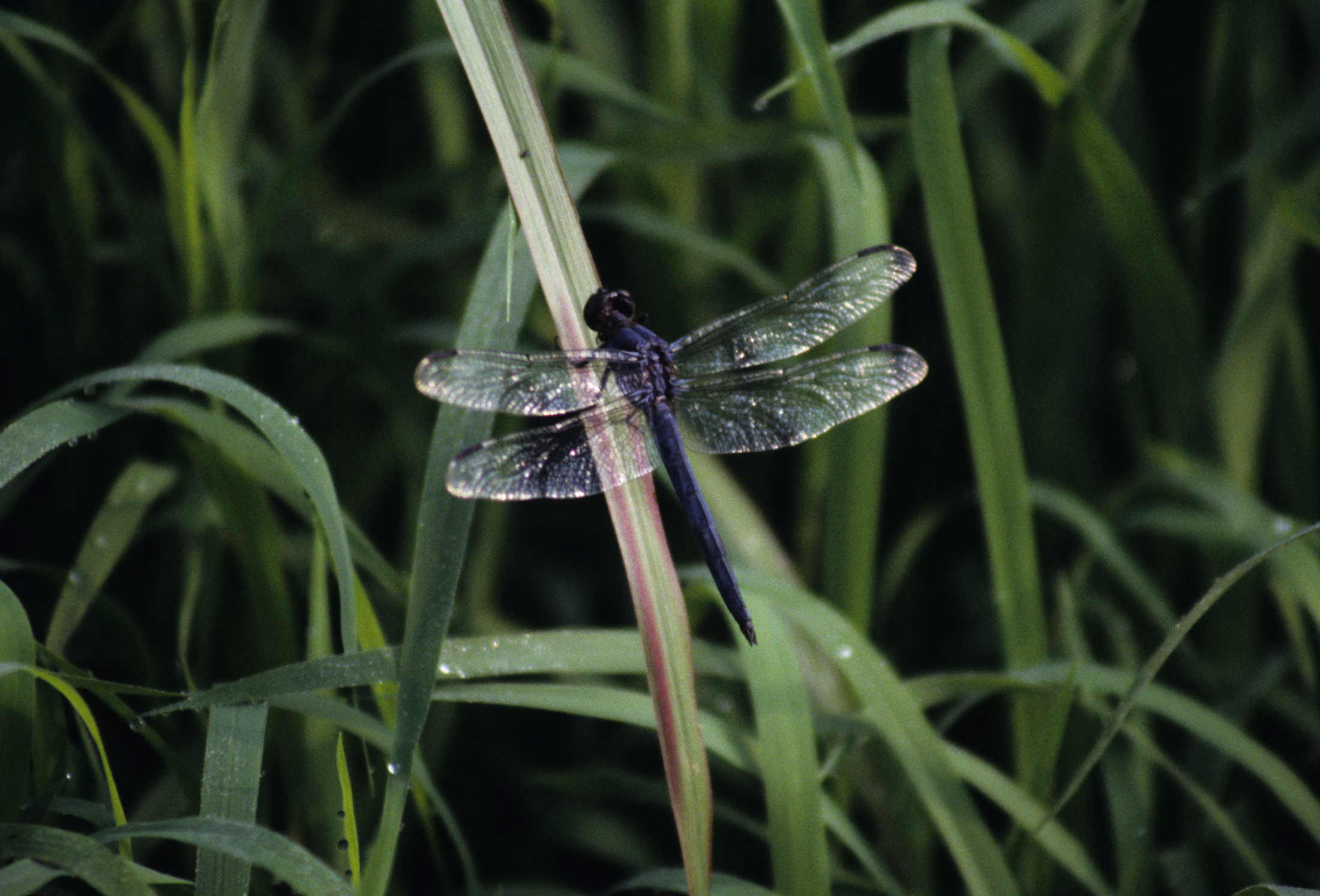
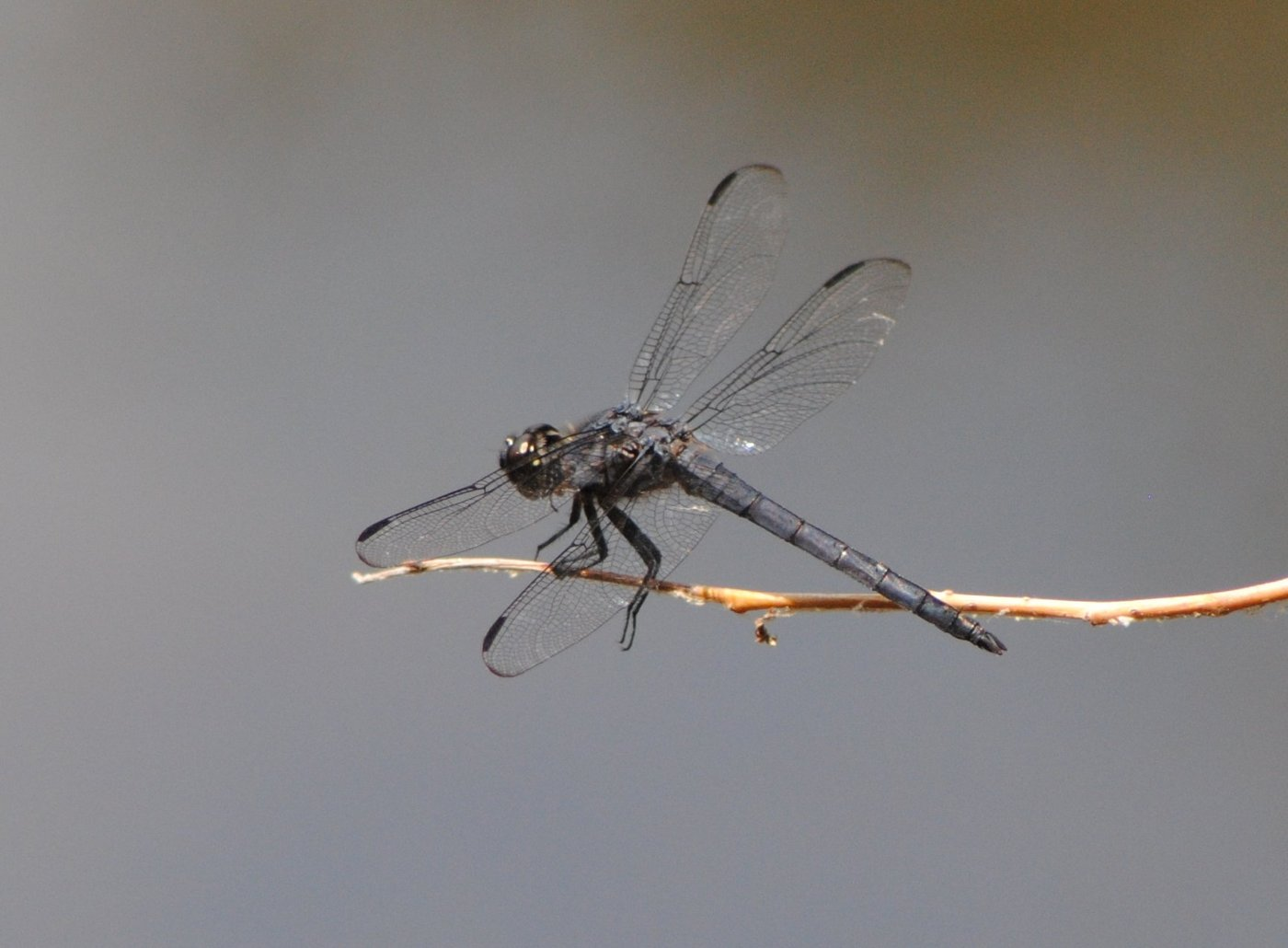